# کوالیبو
کوالیبو (به لاتین: Qualibou) یک کوه در سنت لوسیا است که در Saint Lucia, Caribbean واقع شده‌است. کوالیبو ۷۷۷ متر بالاتر از سطح دریا واقع شده‌است.